# Еміліо Матерассі
Емі́ліо Матера́ссі (італ. Emilio Materassi; 30 жовтня 1894, Борго-Сан-Лоренцо — 9 вересня 1928 Монца) — італійський автогонщик у серіях Гран-прі.

## Молоді роки
Еміліо народився в Борго-Сан-Лоренцо, поблизу Флоренції (Італія), почав працювати в магазині велосипедів, вивчаючи основи прикладної механіки. Пізніше він пішов працювати в автомобільний гараж, де в нього розвинулася сильна любов до двигунів і автомобілів.
Коли йому було за двадцять, Матерассі взяв на себе управління сімейним бізнесом, продаючи вино, мотузку та шпагат.
Складний економічний стан змусив його працювати водієм автобуса міського транспорту Флоренції

## Кар'єра у перегонах

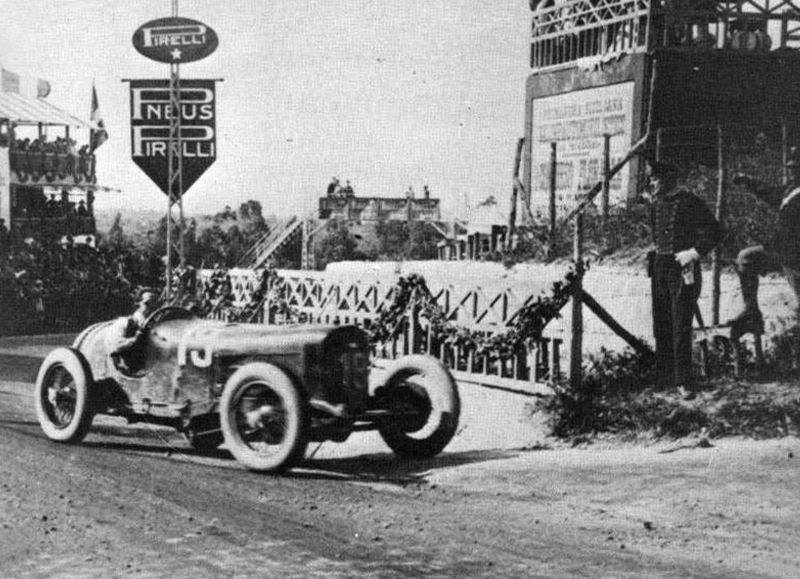
Матерассі на Itala Special — Hispano-Suiza під час перегонів Targa Florio 1926

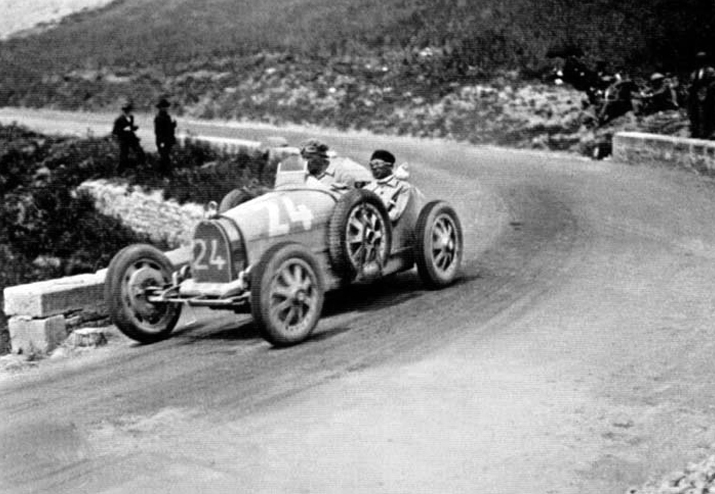
Матерассі на Bugatti Type 35 у 1927 на Targa Florio

Гоночний дебют відбувся на Гран-прі Джентльменів у Брешії, 11 вересня 1921 року, Еміліо був за кермом старого автомобіля від туринського автовиробника Itala. На жаль, машина зламалася після трьох проходження кіл.
Наступного року у червні Матерассі пощастило більше, коли він фінішував восьмим у загальному заліку на трасі Муджелло.
У 1923 році Матерассі за допомогою декількох багатих друзів відкрив на Via dei Poggi, 12 у Флоренції власну майстерню, яку назвав «L'Autogarage Nazionale» і підписав дилерський контракт з виробником Itala.
Під час Першої світової війни компанія Itala виготовляла авіаційні двигуни за ліцензією Hispano-Suiza. Після війни компанія мала надлишок запасних двигунів, і Матерассі вдалося придбати один із них за дуже низькою ціною. Матерассі суттєво модифікував двигун і побудував автомобіль на основі шасі «Itala», давши назву цій конструкції «Італона» (Italona).
Автомобіль був досить важким, масою понад 2 тонни. Тим не менш, 3-літровий авіаційний двигун був достатньо потужним, щоб забезпечити хороші результати навіть у перегонах з підйому на гору.
З «Італоною» Матерассі виграв чимало важливих, але місцевих гонок уперіод з 1924 по 1926 рік, включаючи дві Гран-прі Муджелло і три сходження на пагорби Пістої (Coppa della Collina Pistoiese). У 1926 році йому вдалося здобути четверте місце у престижній «Targa Florio». Він виграв Кубок Монтенеро на складній трасі Montenero Circuit у 1925 і 1926 роках, завдяки чому отримав прізвисько «Король Монтенеро».
Матерассі потоваришував з Альф'єрі Мазераті завдяки чому мав можливість взяти участь у декількох перегонах з командою Maserati, серед них у 1925 і 1926 роках на Гран-прі Італії. На жаль, йому довелося завчасно завершити усі ці перегони, здебільшого через несправності механіки.
Вражений навичками молодого пілота, менеджер гоночної команди Bugatti попросив Матерассі приєднатися до них у 1927 році.
У своїй першій гонці з абсолютно новим Bugatti T35C Матерассі виграв Гран-прі Триполі із середньою швидкістю 132 км/год, а в квітні того ж року він нарешті виграв Targa Florio. Він також здобув ще один Кубок Монтенеро. Ці перемоги разом з іншими принесли йому титул Абсолютного чемпіона Італії.
У 1928 році Матерассі заснував власну гоночну команду, викупивши автомобілі та обладнання у збанкрутілої команди «Talbot». Матерассі сам працював над двигунами та шасі, модифікувавши старі автомобілі, щоб зробити їх легшими на 30 кілограмів. Крім нього, пілотами Скудерії Матерассі стали Луїджі Арканджелі, Антоніо Брівіо, Гастоне Бріллі-Пері і Франко Комотті.
У червні 1928 року він виграв Гран-прі Муджелло за кермом «Талбота» і фінішував другим у змаганнях за Кубок Ачербо у серпні, а того ж місяця він виграв свій четвертий Кубок Монтенеро, перемігши як Таціо Нуволарі, так і Джузеппе Кампарі.

## Загибель

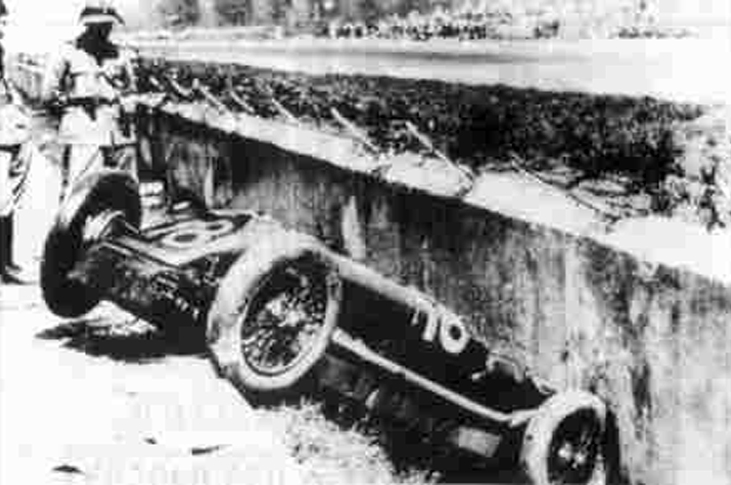
Смертельна аварія Матерасі під час Гран-прі Італії 1928 року, що проходив на Національному автодромі у Монці

На 17-му колі Гран-прі Італії 1928 року, що проходив на автодромі Монца, Матерассі втратив контроль над своїм Talbot Darracq 700, коли на головній прямій на швидкості понад 200 км/год намагався обігнати Джуліо Форесті що керував Bugatti T35C. «Талбот» звернув ліворуч, перестрибнув через захисний рів у три метри глибиною і чотири метри шириною та паркан та врізався у трибуну.
Матерассі загинув миттєво разом із двадцятьма глядачами, велика кількість людей отримали поранення. Інші гонщики Scuderia Materassi знялися з гонки одразу після аварії, але змагання продовжилося, і у них перемогу отримав Луї Широн. Через три дні один із поранених глядачів помер у лікарні, загальна кількість загиблих зросла до 22 Other sources state that 27 spectators were killed all in all.
За усіма оцінками, це найтрагічніша аварія за кількістю загиблих, яка сталася на Гран-прі, в історії автоперегонів її перевершила лише катастрофа у Ле-Мані 1955 року. В результаті Гран-прі Італії було скасовано у 1929 і 1930 роках.

## Основні перемоги у перегонах
- Coppa della Consuma : 1924
- Coppa della Collina Pistoiese : 1924, 1925, 1926
- Coppa Perugina : 1924, 1926, 1927
- Circuito del Savio : 1925
- Гран-прі Муджелло: 1925, 1926, 1928
- Кубок Монтенеро : 1925, 1926, 1927, 1928
- Гран-прі Триполі : 1927
- Targa Florio : 1927
- Bologna Grand Prix : 1927
- Гран-прі Сан-Себастьяна : 1927